# Gammeltjärnen, Västerbotten
Gammeltjärnen är en sjö i Skellefteå kommun i Västerbotten och ingår i Kågeälvens huvudavrinningsområde.